# Łyżwiarstwo figurowe
Łyżwiarstwo figurowe – zimowa dyscyplina sportu, polegająca na jeździe na łyżwach figurowych indywidualnie, w parach bądź w zespołach (tzw. formacjach). Łyżwiarstwo figurowe jest jedną z dyscyplin zimowych igrzysk olimpijskich od 1908 r. Do konkurencji olimpijskich należą cztery konkurencje: soliści, solistki, pary sportowe i taneczne, zaś od 2014 roku rozgrywane są zawody drużynowe. Do konkurencji nieolimpijskich należy łyżwiarstwo synchroniczne. Od kategorii młodzieżowych do seniorskich, łyżwiarze figurowi przedstawiają dwa programy (krótki – 3 min i dowolny – 4 min) oraz w zależności od konkurencji wykonują dodatkowe elementy: skoki, piruety, kroki, spirale, twizzle oraz podnoszenia.
Jest to sport podobny do gimnastyki artystycznej, więc wymaga również zdolności tanecznych, poczucia rytmu, dobrej giętkości ciała oraz koordynacji ruchów, dlatego łyżwiarze figurowi trenują też balet i gimnastykę.
Łyżwiarze figurowi rywalizują na różnych poziomach od początkujących do poziomu olimpijskiego na zawodach lokalnych, regionalnych, krajowych i międzynarodowych. Główną organizacją regulującą międzynarodowe zasady oceny i zawody łyżwiarstwa figurowego jest Międzynarodowa Unia Łyżwiarska (ang. International Skating Union – ISU), która została założona w 1892 r. W Polsce od 1921 r. działa Polski Związek Łyżwiarstwa Figurowego (PZŁF).
Łyżwiarstwo figurowe jest również związane z show-biznesem. Główne zawody na ogół kończą się pokazami mistrzów (ang. exhibition gala), w których najlepsi łyżwiarze z każdej konkurencji wykonują programy pozakonkursowe. Wielu łyżwiarzy zarówno w czasie sezonu, jak i poza nim występuje w rewiach łyżwiarskich.

## Łyżwy figurowe

Budowa łyżwy figurowej:
1 – czubek; 2 – krawędź zewnętrzna; 3 – krawędź wewnętrzna; F – przód; B – tył; L – lewa; R – prawa

Łyżwy przeznaczone do jazdy figurowej są najwyższe i najcięższe ze wszystkich rodzajów łyżew. Ma to zapewnić ochronę dla kostki przy wykonywaniu skomplikowanych skoków i ewolucji. Płozy są przymocowane do podeszwy buta za pomocą śrub. Płozy mają około 4,7 milimetra szerokości i widziane z boku nie są płaskie, lecz lekko zakrzywione, tworząc łuk koła o promieniu 180–220 cm co jest określane jako „rocker” płozy. Mają one pośrodku rowek i są zakończone z przodu ząbkami (tzw. czubkiem) wykorzystywanymi w niektórych skokach i elementach krokowych. Podczas obrotów łyżwiarze używają tzw. „idealnego punktu” ostrza (ang. sweet spot), który jest najbardziej zaokrągloną częścią ostrza, tuż za czubkiem i blisko środka płozy.
Płoza ma wyraźne dwie krawędzie: wewnętrzną (ang. inside edge) i zewnętrzną (ang. outside edge). Sędziowie wolą, aby łyżwiarze jeździli na jednej krawędzi ostrza, a nie na obu jednocześnie, co jest określane jako płaska krawędź (ang. flat edge). Łyżwy używane przez solistów i pary sportowe mają zestaw dużych, postrzępionych zębów na czubku ostrza (ang. toe pick). Ząbki na czubku ostrza są używane głównie do startu podczas skoków. Łyżwy do tańca na lodzie i jazdy synchronicznej są o ok. 2 centymetrów krótsze, a najniższy ząbek na czubku jest mniejszy, co ma ułatwić lepsze czucie krawędzi. Pozornie niewymagająca wysiłku jazda na łyżwach figurowych przez najlepszych łyżwiarzy figurowych zasadniczo wynika z efektywnego wykorzystania krawędzi łyżwy do generowania prędkości.

## Lodowisko

### Wymiary lodowiska
Występują znaczne różnice w wymiarach lodowisk na których rozgrywane są zawody łyżwiarstwa figurowego. Lodowiska olimpijskie mają wymiary 30 × 60 m, lodowiska NHL 26 × 61 m, zaś lodowiska europejskie 30 × 64 m. Międzynarodowa Unia Łyżwiarska (ISU) preferuje rozgrywanie zawodów najwyższej rangi na lodowiskach olimpijskich. Zgodnie z zasadą ISU nr 342 lodowisko na zawody organizowane przez ISU „jeżeli to możliwe powinno mierzyć 60 metrów w jedną stronę i 30 metrów w drugą, ale nie więcej, zaś nie mniej niż 56 metrów w jedną stronę i 26 metrów w drugą”.

### Jakość lodu
Jakość lodu ocenia się na podstawie gładkości, tarcia, twardości i kruchości. Czynniki wpływające na jakość lodu to temperatura, jakość wody i zużycie, powodowane głównie przez czubki łyżew zakończone ząbkami (ang. toe picks). Temperatura powierzchni lodu jest zwykle utrzymywana w zakresie od –5,5 °C do –3,5 °C. W trakcie zawodów zazwyczaj po dwóch grupach następuje czyszczenie lodu, gdyż jego nieodpowiednia jakość może wpłynąć na jakość występów łyżwiarzy figurowych.

## Konkurencje

### Konkurencje olimpijskie
Do olimpijskich konkurencji łyżwiarstwa figurowego należą:
- Soliści (ang. Men) – rywalizacja indywidualna dla mężczyzn, w której poszczególni łyżwiarze wykonują skoki, obroty, sekwencje kroków, spirale i inne elementy w swoich programach. Na notę łączną składają się punkty z programu krótkiego i programu dowolnego.
- Solistki (ang. Women, do 2021 roku funkcjonowała nazwa Ladies[5]) – rywalizacja indywidualna dla kobiet, w której poszczególne łyżwiarki wykonują skoki, obroty, sekwencje kroków, spirale i inne elementy w swoich programach. Tak jak u solistów, na notę łączną składają się punkty z programu krótkiego i programu dowolnego. Liczba elementów i możliwość ich wykonywania w obu segmentach różni się w stosunku do segmentów u solistów np. solistki nie mogą wykonywać poczwórnych skoków w programie krótkim w odróżnieniu od solistów[6].
- Pary sportowe (ang. Pair skating, Pairs) – duety łyżwiarskie składające się z kobiety i mężczyzny, które wspólnie jeżdżą na łyżwach wykonując elementy łyżwiarskie specyficzne dla tej konkurencji takie jak: skoki wyrzucane (w których partner „wyrzuca” partnerkę wykonującą skok), podnoszenia (w których partner za pomocą uchwytów podnosi nad swoją głowę partnerkę przyjmującą pozy), obroty w parach (gdy oboje łyżwiarzy kręci się wspólnie wokół jednej osi), spirale śmierci i inne elementy takie jak równoległe skoki. Na notę łączną składają się punkty z programu krótkiego i programu dowolnego.
- Pary taneczne (ang. Ice dance, Ice dancing) – duety łyżwiarskie składające się z kobiety i mężczyzny, które wspólnie jeżdżą na łyżwach wykonując elementy łyżwiarskie specyficzne dla tej konkurencji. W przeciwieństwie do par sportowych, pary taneczne skupiają się na skomplikowanej pracy nóg wykonywanej w tanecznym trzymaniu partnerów w rytm muzyki. Podnoszenia w tańcu na lodzie nie mogą przekroczyć wysokości barków, a rzuty i skoki łyżwiarskie są niedozwolone. Na notę łączną do 2010 r. składały się punkty z tańca obowiązkowego, tańca oryginalnego i tańca dowolnego, zaś po 2010 r. na notę łączną składają się: taniec krótki i taniec dowolny.

### Konkurencje nieolimpijskie

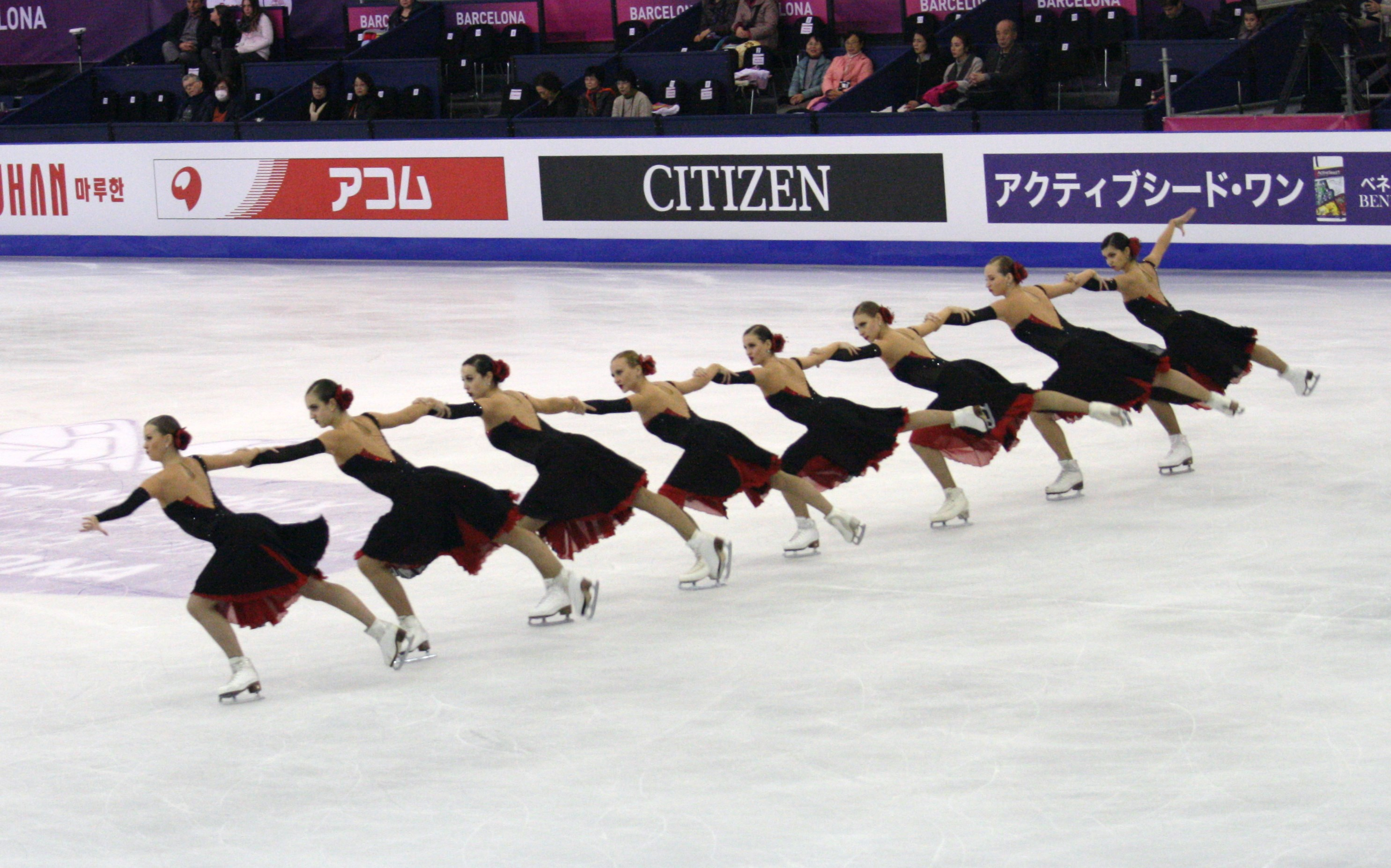
Łyżwiarstwo synchroniczne – Team Paradise (2015)

- Łyżwiarstwo synchroniczne (ang. Synchronized skating) – znane wcześniej jako łyżwiarstwo precyzyjne (ang. Precision skating), jest przeznaczone dla grup o różnej płci składających się od 12 do 20 łyżwiarzy. Konkurencja przypomina grupową formę tańca na lodzie z naciskiem na precyzyjne formacje grupy jako całości i złożone przejścia między poszczególnymi formacjami podczas występu. Podstawowe formacje to koła, bloki, linie, okręgi i skrzyżowania. Bliskie formacje i potrzeba pozostania zespołu w jedności zwiększają trudność kroków tanecznych wykonanych przez łyżwiarzy w tych elementach. Oficjalna propozycja włączenia łyżwiarstwa synchronicznego do programu Zimowych Igrzysk Olimpijskich została złożona przez ISU Międzynarodowemu Komitetowi Olimpijskiemu (IOC) we wrześniu 2014 roku[7].
- Teatr na lodzie (ang. Theatre on Ice, w Europie znane jako Ballet on Ice) – forma łyżwiarstwa grupowego, która nie posiada tak sztywnej struktury jak łyżwiarstwo synchroniczne i pozwala na użycie rekwizytów oraz kostiumów teatralnych.
- Pokazy specjalne (ang. Special figures) – to wykonywanie skomplikowanych, oryginalnych wzorów na lodzie. Była to popularna konkurencja zaraz po powstaniu łyżwiarstwa figurowego i pojawiła się na Zimowych Igrzyskach Olimpijskich tylko raz, w 1908 r.
- Four skating – konkurencja w której czteroosobowa grupa łyżwiarzy składająca się z dwóch kobiet i dwóch mężczyzn wykonuje zarówno elementy łyżwiarskie indywidualnie, jak i w parach, a także charakterystyczne dla tej konkurencji elementy wykonywane przez całą grupę jednocześnie.
- Adagio skating – odmiana konkurencji par sportowych, najczęściej spotykana w pokazach i rewiach łyżwiarskich, gdzie para wykonuje wiele akrobatycznych podnoszeń, ale nie wykonuje innych charakterystycznych dla swojej konkurencji elementów łyżwiarskich, które muszą obligatoryjnie znaleźć się w programach par na oficjalnych zawodach.
- Acrobatic skating – jest połączeniem sztuki cyrkowej, umiejętności technicznych gimnastyki artystycznej i łyżwiarstwa figurowego.

## Kategorie wiekowe

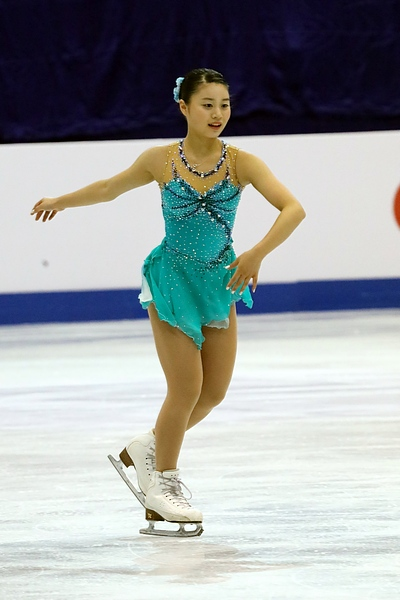
15-letnia Yuna Shiraiwa na MŚJ 2017

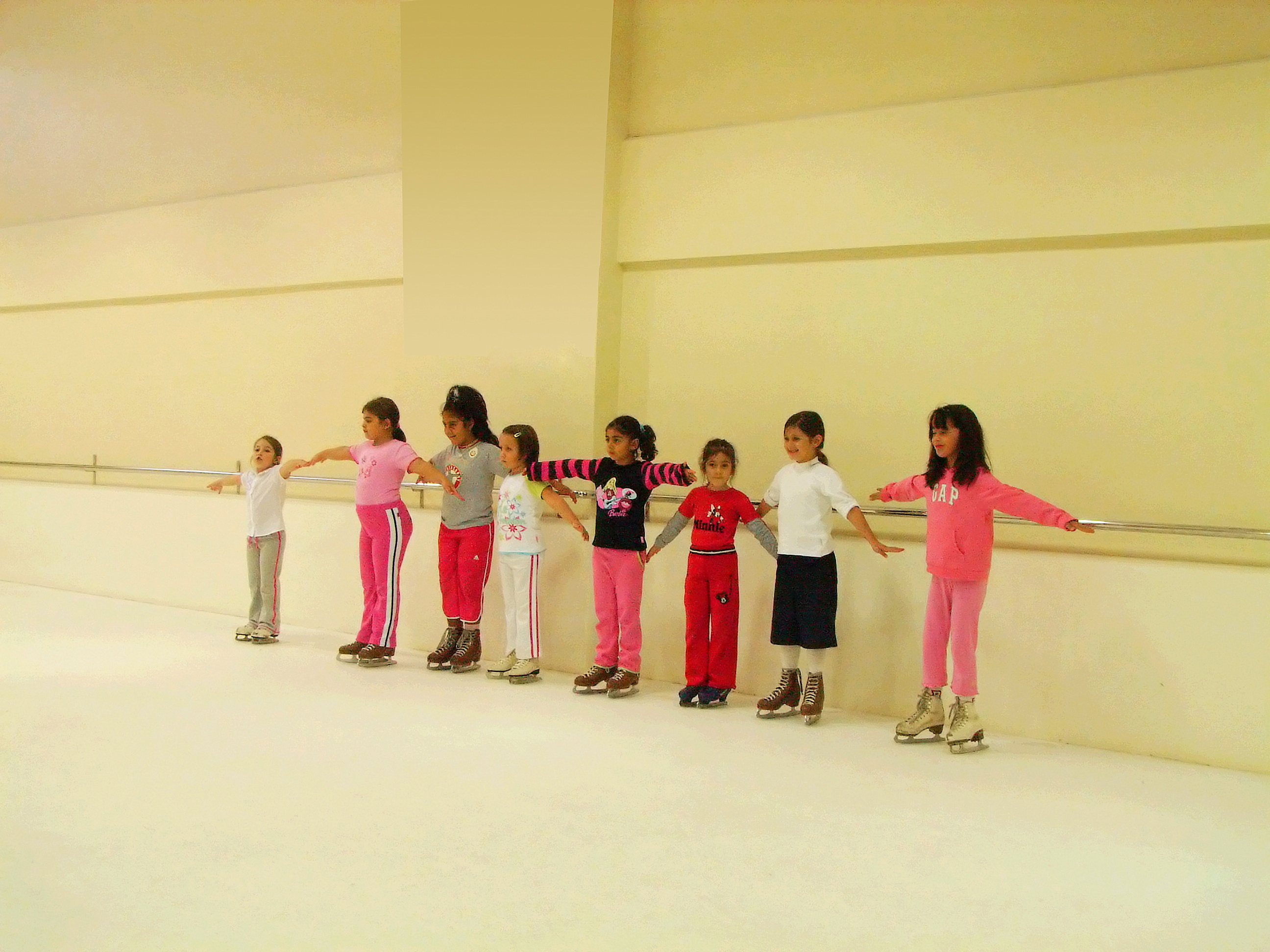
Dzieci na treningu łyżwiarstwa figurowego

Istnieje kilka podziałów kategorii wiekowych dla łyżwiarzy figurowych – zależnie od kraju i zawodów oraz ze względu na ich wiek i umiejętności. Międzynarodowa Unia Łyżwiarska (ISU) używa następującego podziału kategorii wiekowych:
- Senior
- Junior
- Novice:
  - Advanced Novice
  - Intermediate Novice
  - Basic Novice (A, B)

Inny znany podział to:
- Senior
- Junior
- Novice
- (Pre-Novice)
- Intermediate
- (Pre-Intermediate)
- Juvenile
- Pre-Juvenile
- Preliminary
- Pre-Preliminary

W niektórych zawodach, w tym m.in. w międzynarodowym cyklu międzyklubowych zawodów; European Criterium, stosowany jest podział na:
- Senior
- Junior
- Novice
- Debs
- Springs
- Cubs
- Chics

### Kategorie wiekowe w Polsce
Od sezonu 2019/2020 Polski Związek Łyżwiarstwa Figurowego wprowadził zmiany w podziale na kategorie i grupy wiekowe w dyscyplinie łyżwiarstwa figurowego uprawianego wyczynowo. W konkurencjach solowych i parowych do 18. roku życia został wprowadzony podział na grupy podstawowe i grupy dodatkowe. Grupy dodatkowe zostały wydzielone począwszy od klasy wstępnej do klasy juniora młodszego B włącznie. Mistrzostwa Polski rozgrywa się w grupach podstawowych, począwszy od Mistrzostw Polski w kategoriach klas brązowej, srebrnej i złotej (w ramach Mistrzostw Polski Młodzików), poprzez Mistrzostwa Polski Juniorów Młodszych (w ramach finału OOM, czyli Ogólnopolskiej Olimpiady Młodzieży), Mistrzostwa Polski Juniorów, Młodzieżowe Mistrzostwa Polski, a na Mistrzostwach Polski Seniorów kończąc.
Kategorie w dyscyplinie Łyżwiarstwa Figurowego:
- Senior
- Młodzieżowiec
- Junior
- Junior Młodszy A
- Junior Młodszy B
- Klasa złota
- Klasa srebrna
- Klasa brązowa
- Klasa wstępna

Kategorie w dyscyplinie Łyżwiarstwa Synchronicznego:
- Senior
- Junior
- Junior B
- Advanced Novice
- Basic Novice
- Juvenile
- Pre-Juvenile

### Limity wiekowe
- W zawodach międzynarodowych seniorów organizowanych przez ISU, do startów dopuszczeni są jedynie łyżwiarze spełniający limit wiekowy – ukończyli 15. rok życia przed 1 lipca danego roku w którym organizowane są zawody[11].
- W zawodach międzynarodowych juniorów organizowanych przez ISU, do startów dopuszczeni są łyżwiarze, którzy nie ukończyli 19. roku życia przed 1 lipca danego roku w którym organizowane są zawody[11]. Do startu w mistrzostwach świata juniorów dopuszczeni są łyżwiarze, którzy ukończyli 14 lat przed 1 lipca danego roku w którym organizowane są zawody.

### Adult Skating
W USA, Kanadzie i krajach Europy Zachodniej dynamicznie rozwijającą się kategorią startową jest adult skating, w ramach której w profesjonalnie organizowanych przez ISU zawodach krajowych i międzynarodowych, we wszystkich konkurencjach łyżwiarskich, startują osoby uprawiające łyżwiarstwo rekreacyjnie. Dominuje w tej kategorii młodzież, zwłaszcza kobiety, ale nie brak i ludzi starszych. W 2003 r. zawodnik amerykański jako pierwszy w tej kategorii wykonał skok potrójny – toeloopa. W Niemczech rozgrywane są co roku zawody międzynarodowe dla dorosłych łyżwiarzy amatorów. W marcu 2010, w ramach Pucharu Łodzi, odbyły się pierwsze krajowe zawody łyżwiarzy amatorów w Polsce. Zawodników dzieli się na grupy wiekowe, a w ramach nich, na poszczególne umiejętności:
- Adult Pre-Bronze
- Adult Bronze
- Adult Silver
- Adult Gold
- Masters Novice
- Masters Junior
- Masters Senior

## Zawody łyżwiarskie i ocenianie

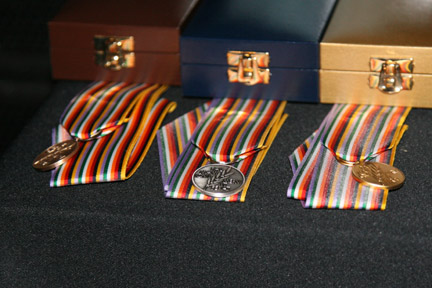
Medale mistrzostw świata juniorów 2008

Międzynarodowa Unia Łyżwiarska (ISU) jest organem zarządzającym międzynarodowymi zawodami w łyżwiarstwie figurowym, w tym mistrzostwami świata i zawodami łyżwiarstwa figurowego na Zimowych Igrzyskach Olimpijskich. Medale są przyznawane za końcowe wyniki zawodów wyrażone w nocie łącznej. Standardowe kolory medali to złoto za pierwsze miejsce, srebro za drugie miejsce i brąz za miejsce trzecie. Amerykańska federacja łyżwiarska U.S. Figure Skating przyznaje także medal z pewteru za miejsce czwarte podczas zawodów krajowych. Na mistrzostwach świata, mistrzostwach Europy, mistrzostwach czterech kontynentów oraz mistrzostwach świata juniorów, ISU przyznaje również małe medale za wyniki poszczególnych segmentów (program krótki, program dowolny oraz w przypadku par tanecznych: taniec krótki, taniec dowolny). Zdobycie medalu jest przypisywane tylko jednemu państwu, nawet jeśli para łyżwiarska składa się z zawodników różnej narodowości. Wyjątkiem od tej reguły są medale zdobyte przez parę sportową Ludowika Eilers / Walter Jakobsson w latach 1910–1911 przypisywane zarówno Niemcom, jak i Finlandii. Poza początkiem XX wieku żadna para nie mogła reprezentować jednocześnie dwóch państw w tej samej konkurencji.

### Segmenty zawodów
W konkurencjach jazdy indywidualnej i par sportowych zawodnicy przedstawiają dwa programy – krótki i dowolny. W programie krótkim łyżwiarze wykonują listę wymaganych elementów łyżwiarskich składającą się ze skoków, obrotów i kroków, zaś w programie dowolnym mają do wyboru nieco większą liczbę elementów łyżwiarskich. Zawody par tanecznych poprzednio składały się z trzech segmentów: jednego lub więcej tańców obowiązkowych, w których każda para wykonywała tą samą choreografię do tej samej muzyki; tańca oryginalnego o tematyce wybranej przez ISU przed sezonem oraz taniec dowolny do muzyki wybranej przez parę. Od sezonu 2010/2011 tańce obowiązkowe i oryginalne zostały połączone w taniec krótki, którego temat przewodni jest ogłaszany przed sezonem.

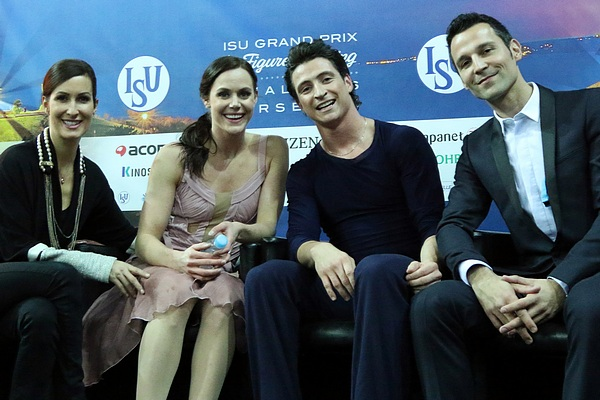
Virtue / Moir z trenerami Dubreuil i Haguenauerem w Kiss and cry na finale Grand Prix 2016

### Kiss and cry
Po wykonaniu programu łyżwiarze wraz z trenerami przechodzą do Kiss and cry, czyli miejsca poza obszarem tafli lodowej wyznaczonym przez organizatorów na zawodach łyżwiarskich, gdzie wspólnie czekają na wyniki swojego występu oraz niekiedy przeprowadzane są z nimi wywiady po zakończeniu zawodów. Obszar ten zazwyczaj znajduje się w rogu lub na końcu lodowiska i jest wyposażony w ławkę lub krzesła dla łyżwiarzy, trenerów i monitory na których wyświetlane są wyniki. Kiss and cry jest często udekorowane kwiatami, reklamami sponsorów lub innym tłem, które jest często pokazywane w transmisji telewizyjnej zawodów.

### Systemy oceniania
W łyżwiarstwie figurowym funkcjonują dwa systemy oceniania – system szóstkowy (potocznie zw. starym systemem) oraz Code of Points (nowy system, cały czas ulepszany, wprowadzony po skandalu na Zimowych Igrzyskach Olimpijskich 2002 w Salt Lake City).

#### System szóstkowy

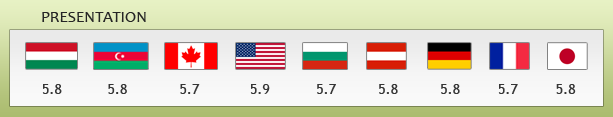
System szóstkowy – przykład oceniania

W starym systemie oceniania każdy z dziewięciu sędziów (w konkurencji tańców obowiązkowych par tanecznych sześciu) przyznawał dwie oceny w rozpiętości od 0,0 do 6,0 (np. 4,6 albo 5,9). W pierwszej nocie oceniano wartość techniczną programu, w drugiej wrażenie artystyczne; bardzo często druga ocena była wyższa od pierwszej. Jeżeli dany zawodnik otrzyma niższą ocenę pierwszą, a wyższą drugą (np. 5,7 i 5,8, a ich konkurenci 5,8 i 5,7) to wygrywa u danego sędziego, gdyż decydującą była ocena za wrażenie artystyczne. Wystawiając oceny sędziowie porównywali zawodników względem siebie i ustawiali na określonym miejscu (np. zawodnik mógł wygrać dany program gdy przez pięciu sędziów został on oceniony na pierwszym miejscu, a przez czterech na drugim). System ten opierał się na zasadzie odejmowania punktów za błędy. Po obejrzeniu programu każdy sędzia decydował jaką ocenę przyznałby, gdyby program został wykonany bezbłędnie, a następnie dokonywał odjęć. Za programy wykonane na najwyższym poziomie mogła być przyznana tzw. „ocena marzeń” 6.0 (szóstka). Po zakończeniu kolejnych konkurencji zawodnikom przypisywano punkty ułamkowe wedle zajętych miejsc, co wynikało z ważności programów (np. program dowolny był ważniejszy od krótkiego dlatego stanowił 60% oceny łącznej (końcowej) a program krótki 40% dlatego pierwszy zawodnik po programie krótkim dostawał 0,4 pkt, następni 0,8, 1,2, 1,6; pierwszy po programie dowolnym 0,6 kolejni 1,2, 1,8, 2,4 – średnia ważona). Po podsumowaniu wyników w ocenie łącznej lepszy był zawodnik z mniejszą liczbą punktów ułamkowych. System ten opierał się na bardzo subiektywnych ocenach sędziowskich, co najlepiej można było zauważyć przy ocenianiu sportowców z własnego kraju.

#### Code of Points

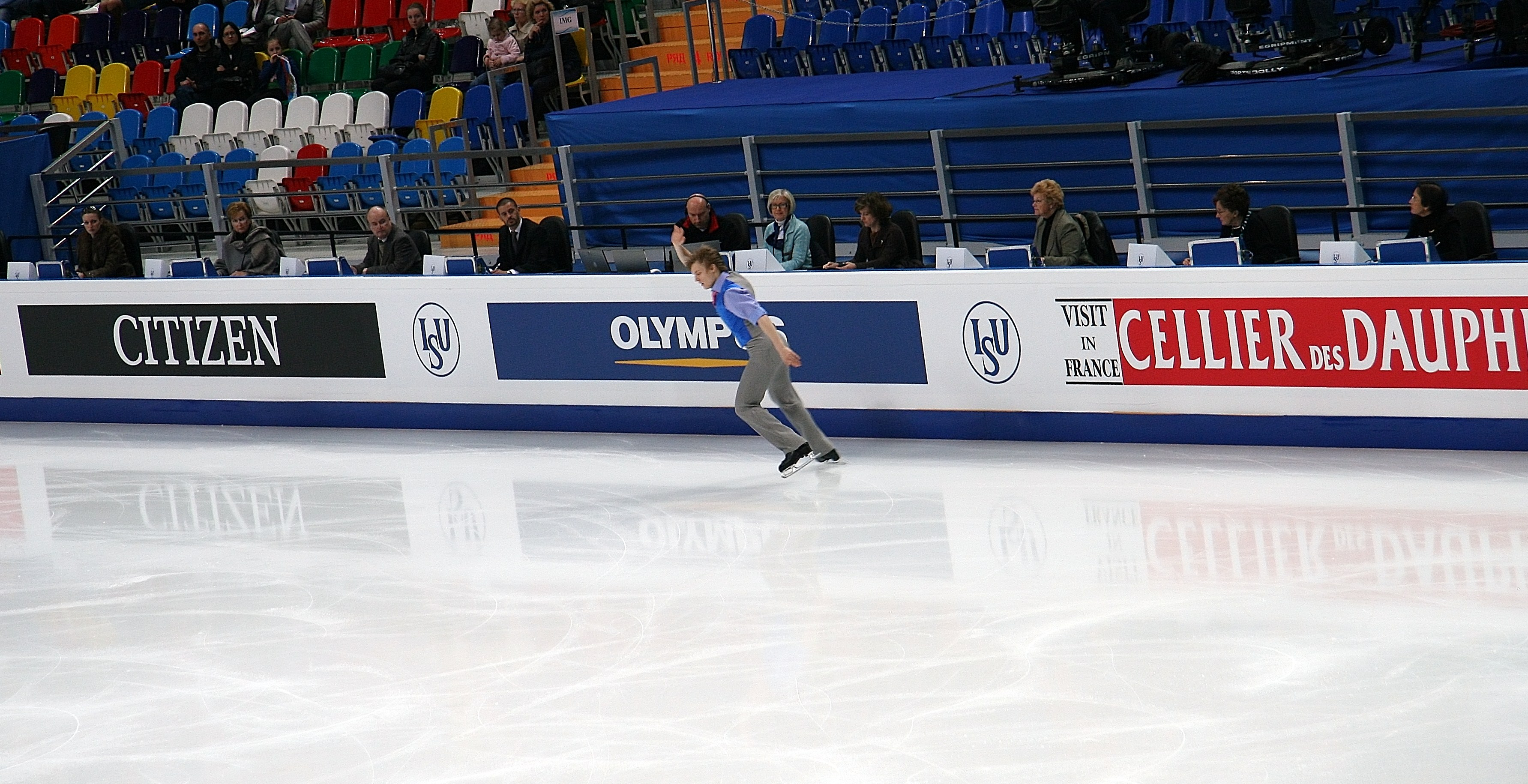
Sędziowie oceniający występ Tomáša Vernera na mistrzostwach świata 2011

Potocznie zwany nowym systemem, został wprowadzony w 2002 r., po skandalu na Zimowych Igrzyskach Olimpijskich 2002 w Salt Lake City. Przez pierwszy sezon stosowany na próbę podczas zawodów z cyklu Grand Prix. Od sezonu 2004/2005 wykorzystywany podczas mistrzostw Europy, mistrzostw świata i mistrzostw czterech kontynentów oraz na większości mniejszych imprez międzynarodowych i zawodach krajowych.
W systemie tym zawodnicy mają ściśle określoną liczbę i rodzaj elementów, jakie muszą wykonać. Każdy element ma swoją wartość bazową. Sędzia główny i kontroler techniczny po występie nazywają poszczególne wykonane elementy i określają stopień trudności niektórych z nich, a sędziowie oceny oceniają jakość ich wykonania poprzez pozostawienie wartości bazowej, bądź dodanie/odjęcie od 1 do 3 punktów. Do każdej noty sędziów oceny (od –3 do 3) przypisana jest wartość określona w tabeli wartości (ang. Scale of Values, SoV). Notę za każdy element wylicza się poprzez odrzucenie ocen skrajnych, podstawienie wartości z tabeli SoV pod pozostałe noty i wyliczenie z nich średniej. Noty za każdy element techniczny są następnie sumowane. Do tak powstałej oceny za wartość techniczną (ang. Technical Element Score, TES), dochodzą tzw. komponenty, w ramach których oceniane są m.in. połączenia elementów, choreografia, interpretacja itp. Sędziowie wystawiają za nie od 0,25 do 10,00 punktów – z dokładnością do 0,25. Skrajne noty są odrzucane, a z pozostałych wylicza się średnią (dla każdego komponentu oddzielnie). W ten sposób powstałe noty, są mnożone przez konkretne mnożniki – zależnie od tego, czy był to program krótki, kwalifikacyjny, czy dowolny (taniec obowiązkowy, oryginalny lub dowolny). W ten sposób wylicza się notę za komponenty programu (ang. Program Components Score, PCS). Dodatkowo, zawodnik może stracić punkty za upadek (1,00 za każdy, a jeżeli upadek spowoduje przerwę w programie dłuższą niż 10 sekund to dodatkowo 1,00 za każde następne rozpoczęte 10 sekund), zbyt długi lub zbyt krótki program (1,00 za każde 5 sekund), niewłaściwy strój lub rekwizyt (1,00) oraz zakazane elementy (2,00 za każdy). Punkty te odejmowane są od sumy TES i PCS. W wyniku tych obliczeń powstaje nota łączna za program – segment (ang. Total Segment Scores, TSS). Noty łączne ze wszystkich segmentów są sumowane i wygrywa osoba, która zdobyła najwyższą liczbę punktów. W przypadku remisu decyduje nota łączna za później rozegrany segment.

## Ranking światowy i rekordy

### Ranking światowy
Ranking światowy (ang. World standing, WS) zawodnika/pary jest obliczany na podstawie wyników w bieżącym i dwóch poprzedzających go sezonach. Zawodnicy otrzymują punkty na podstawie ich ostatniego miejsca na danych zawodach i na podstawie wagi tych zawodów. Punktowane są następujące zawody:
- Mistrzostwa świata, mistrzostwa Europy, mistrzostwa czterech kontynentów, mistrzostwa świata juniorów, igrzyska olimpijskie: najlepszy wynik w sezonie, dwa najlepsze wyniki w trzech sezonach branych pod uwagę w rankingu.
- Cykl zawodów Grand Prix i finał Grand Prix (seniorów i juniorów): dwa najlepsze wyniki w sezonie, cztery najlepsze wyniki w trzech sezonach branych pod uwagę w rankingu.
- Inne zawody międzynarodowe zawody seniorów: dwa najlepsze wyniki w sezonie, cztery najlepsze wyniki w trzech sezonach branych pod uwagę w rankingu.

Po Mistrzostwach Świata w bieżącym sezonie, wyniki z najwcześniejszego sezonu są usuwane. Nowo-utworzone partnerstwo rozpoczyna w rankingu od 0 punktów, gdyż ranking nie przewiduje transferu punktów z występów z innymi partnerami.
Ranking światowy (WS) nie zawsze odzwierciedla możliwości łyżwiarzy. Ze względu na limity dopuszczeń do startów liczby zawodników z jednego kraju (nie więcej niż 3) i różną liczbę łyżwiarzy z danego kraju należących do elity łyżwiarskiej, łyżwiarze z niektórych krajów mogą mieć problemy z uzyskaniem kwalifikacji na najważniejszych zawodach. W związku z tym, zawodnicy z niższymi rekordami życiowymi (SB), ale reprezentujący kraj w którym nie ma łyżwiarzy należących do elity, są w stanie zakwalifikować się do zawodów najwyższej rangi, zaś zawodnicy ze znacznie wyższymi rekordami życiowymi (SB), ale reprezentujący kraj, gdzie jest więcej niż 3 zawodników należących do elity, nie uzyskują kwalifikacji. W rezultacie łyżwiarze, którzy regularnie osiągają wysokie wyniki mogą zajmować stosunkowo niską pozycję na świecie w rankingu.

### Rekordy
PB (ang. Personal best) – najlepszy wynik w sezonie łyżwiarza lub pary łyżwiarskiej to najwyższy wynik punktowy osiągnięty przez zawodników w karierze zarówno w nocie łącznej, jak i w poszczególnych segmentach. Jednak wyniki PB nie są w pełni porównywalne, jeśli są osiągane w różnych porach roku, ponieważ ISU modyfikuje wymagania i reguły między porami roku, aby osiągnąć określony poziom lub może dopuścić inne, wyżej punktowane elementy.
SB (ang. Season’s bests) – najlepszy wynik w sezonie łyżwiarza lub pary łyżwiarskiej to najwyższy wynik punktowy osiągnięty przez zawodników w danym sezonie. SB jest przyznawane zarówno za notę łączną, jak i poszczególne segmenty (program krótki, program dowolny, w przypadku par tanecznych: taniec krótki i taniec dowolny). Rekordem sezonu nie może być nota uzyskana na zawodach krajowych oraz niektórych zawodach niższej rangi.
WR (ang. World record) – rekord świata ustanowiony przez łyżwiarza lub parę łyżwiarską, czyli najwyższy wynik punktowy w historii osiągnięty przez zawodników zarówno w nocie łącznej, jak i w poszczególnych segmentach.

## Ważniejsze zawody
Pierwsze zawody w łyżwiarstwie figurowym zorganizowano już w 1871 r. w Wiedniu. Zawody łyżwiarskie pojawiły się bardzo wcześnie na Igrzyskach Olimpijskich, były to Letnie Igrzyska Olimpijskie w 1908 w Londynie. Rozdano wówczas medale w konkurencjach indywidualnych i par sportowych. Drugi raz łyżwiarstwo figurowe pojawiło się na Letnich Igrzyskach Olimpijskich w Antwerpii w 1920. Dopiero w 1924 zorganizowano pierwsze Zimowe Igrzyska Olimpijskie w Chamonix, na których pojawiło się łyżwiarstwo.
Jeszcze dłuższą tradycję mają mistrzostwa świata i mistrzostwa Europy w tej dyscyplinie. Mistrzostwa świata organizowane są: dla mężczyzn – od 1896, dla kobiet – od 1906, dla par sportowych – od 1908, a dla par tanecznych – od 1951. Natomiast mistrzostwa Europy organizowane są: dla mężczyzn – od 1891, dla kobiet i dla par sportowych – od 1930, a dla par tanecznych – od 1954.
Od sezonu 1998/1999 organizowany jest cykl imprez Grand Prix, podczas którego startują najlepsi zawodnicy. Cykl ten jest oddzielnie rozgrywany dla kategorii juniorów.
Mistrzostwa Polski rozgrywane są od 1922, kiedy to przyznano tytuły mistrzowskie w jeździe indywidualnej mężczyzn oraz w parach sportowych. Od 1930 rozgrywane są zawody w jeździe indywidualnej kobiet, a od 1956 – w parach tanecznych.